# Hans hustrus förflutna
Hans hustrus förflutna är en svensk komedifilm från 1915 i regi av Mauritz Stiller. 

## Om filmen
Filmen premiärvisades 30 augusti 1915 på biograf Regina i Stockholm. Filmen spelades in vid Svenska Biografteaterns ateljé på Lidingö med exteriörer från Järnvägsstationen i Saltsjöbaden och Östra station vid Valhallavägen i Stockholm av Hugo Edlund. 

## Rollista (i urval)
- Richard Lund – Axel Breiden, godsägare
- Lili Bech – Helene, hans f.d. hustru
- Wanda Rothgardt – Barbro, 7 år, deras dotter
- Greta Almroth – Eva Falk, guvernant
- Jenny Tschernichin-Larsson – Evas mor
- John Ekman – Häger, detektivchef
- Gull Natorp – Grevinnan Flemming
- Nils Elffors – Frans, Helenes medbrottsling
- William Larsson – En av hennes tidigare medbrottslingar
- Carl Apoloff – Polissekreterare
- Julius Hälsig – Detektiv